# Stayin' Alive
Stayin' Alive je disco pjesma koju izvodi pop grupa Bee Gees. Pjesmu su napisala braća Gibb: Barry, Robin i Maurice za soundtrack filma Groznica subotnje večeri. Stayin' Alive je izdan kao singl 13. prosinca 1977. godine kao drugi singl sa službenog albuma filma.
Pjesma je postala hit od dana kad je puštena u prodaju te je zauzela prvo mjesto na Bilboardovoj Hot 100 ljestvici singlova na vrhu se zadržala još 4 tjedna. Naposljetku je postala najprepoznatljivija pjesma Bee Geesa kao i film po kojem se poznaje najslavnije vrijeme disco glazbe.

## Nastanak i produkcija
Robert Stigwood, tadašnji menadžer grupe pozvao ih je da napišu nekoliko pjesama za originalni album filma „Groznica subotnje večeri“. Braća Gibb su se tada nalazili u Parizu u studiju Château d'Hérouville gdje su snimali svoje pjesme. Iako to nisu planirali, Stayin' Alive je puštena kao singl na nagovor obožavatelja koji su vidjeli trailer za film. Tako je pjesma izdana kao singl mjesec dana nakon albuma originalno nazvanog Saturday Night Fever. U nastanku pjesme su sudjelovala sva tri člana Bee Geesa, a u produkciji su im se pridružili Albhy Galuten i Karl Richardson. 

## Skladba i popularnost pjesme
Iako su pri početku svoje uspješne karijere Bee Geesi bili rock sastav u stilu Beatlesa i tako dominirali na sceni u 60-tima, s vremenom se njihova popularnost se smanjivala. Dolaskom 70-tih sastav je doživio promjene u postavi tako da su ovaj put ostali članovi koji se svi prezivaju Gibb i od početnih 5 članova spali su na samo 3. Pjesme se više nisu prodavale i Bee Gees su bili u kolotečini.
Drastične promjene u stilu sredinom 70-tih su ih ponovo doveli na vrh glazbenih ljestvica i ovaj put im je popularnost bila dvostruka u odnosu na 60-te. Razlog tomu je bila disco glazba. U SAD-u je u kasnim 70-tima disco bio na vrhuncu i kada je film Groznica subotnje večeri izašao i zajedno s njim soundtrack istog imena Bee Gees su postali popularniji no ikad. Stayin' Alive je postala najpoznatija pjesma tog doba, a hitovi koji su uslijedili „Night Fever“ i  „How Deep Is Your Love“ su samo slijedili zadan pravac na vrhove ljestvica. Tako su Bee Gees imali 3 broja 1 u godini 1978.
Stayin' Alive je disco skladba s prepoznatljivom bas linijom i vokalnim sposobnostima Barryja Gibba koji pjeva u dotad neviđenom falsettu. Sa svojom zaraznom melodijom i dan-danas je popularna. Riječi pjesme govore o preživljavanju u velikom gradu poput New Yorka.
Pjesma je rangirana kao 189. na Rolling Stone-ovoj listi 500 najboljih pjesama svih vremena i 46. na Bilboardovoj listi Top 100 svih vremena. Osvojila je Grammy nagradu za najbolju vokalnu skladbu za 2 ili više vokala 1978. godine.

## Pozicija na ljestvicama
| Svjetske glazbene ljestvice | Najbolja pozicija |
| --------------------------- | ----------------- |
| Australija                  | 1                 |
| Austrija                    | 2                 |
| Belgija                     | 2                 |
| Brazil                      | 1                 |
| Kanada                      | 1                 |
| Čile                        | 1                 |
| Kina                        | 2                 |
| Finska                      | 2                 |
| Francuska                   | 1                 |
| Irska                       | 4                 |
| Italija                     | 1                 |
| Japan                       | 19                |
| Meksiko                     | 1                 |
| Nizozemska                  | 1                 |
| Novi Zeland                 | 1                 |
| Norveška                    | 4                 |
| Španjolska                  | 1                 |
| JAR                         | 1                 |
| Švedska                     | 3                 |
| Ujedinjeno Kraljevstvo      | 4                 |
| SAD                         | 1                 |